# Groen Vrij Internet Partij
Groen Vrij! Internet Partij (GVIP) was een Nederlandse politieke partij. 

## Historie
De partij werd in 2006 opgericht en had als belangrijkste programmapunten een liberaler drugsbeleid door decriminalisatie van cannabis en een democratischer politiek bestel door directe democratie via het internet. Ze beoogde geen traditionele partij te zijn. Groen Vrij! wierf geen leden en had geen verkiezingsbudget.
Groen Vrij! nam deel aan de Tweede Kamerverkiezingen van 2006. Lijsttrekker was Wernard Bruining. Schrijver Simon Vinkenoog bond zich aan de partij als lijstduwer. De partij behaalde 2297 stemmen en kreeg hiermee geen zetel in de Tweede Kamer.
Via de website gaf de partij vervolgens te kennen ermee te stoppen.